# Гихман, Иосиф Ильич
Иосиф Ильич Гихман (26 мая 1918, Умань, Киевская губерния — 30 июля 1985, Донецк) — украинский советский математик. Доктор физико-математических наук (1956), профессор (1959). Член-корреспондент Академии наук Украинской ССР (с 1965). Участник Великой Отечественной войны.

## Биография
Родился в городе Умань Киевской губернии (ныне — Черкасская область Украины).
В 1939 году окончил Киевский университет. Участвовал в Великой Отечественной войне 1941—1945. В 1945 вступил в ВКП(б).
В 1946—1948 работал в Киевском автодорожном институте, в 1947—1965 — в Киевском университете.
С 1956 — доктор физико-математических наук, с 1959 — профессор.
С 1965 года — в Донецком университете и одновременно в Донецком вычислительном центре АН УССР (с 1970 — Институт прикладной математики и механики АН УССР).

## Научный вклад
Основные исследования относятся к теории вероятностей, математической статистике и теории дифференциальных уравнений. Внёс существенный вклад в развитие теории стохастических дифференциальных уравнений.
В теории случайных процессов ввёл и исследовал общее стохастическое дифференциальное уравнение. Получил ряд общих результатов в теории случайных процессов и стохастических дифференциальных уравнений, открыл принцип усреднения для стохастических уравнений, исследовал нелинейные стохастические колебания.
Развивая методы теории марковских процессов, получил ряд важных результатов в математической статистике, в частности исследовал критерий согласованности Колмогорова и х-критерии согласованности при наличии параметров, определяемых эмпирически.

## Награды и премии
- Премия имени Н. М. Крылова (1970; совместно с А. В. Скороходом).
- Государственная премия УССР в области науки и техники (1982).

## Основные научные труды
- Гихман И. И., Скороход А. В. Введение в теорию случайных процессов. — М., 1965.
- Гихман И. И., Скороход А. В. Стохастические дифференциальные уравнения. — К.: Наукова думка, 1968.
- Гихман И. И., Скороход А. В. Теория случайных процессов. — М.: Наука, 1971. — Т. I.
- Гихман И. И., Скороход А. В. Теория случайных процессов. — М.: Наука, 1973. — Т. II.
- Гихман И. И., Скороход А. В. Теория случайных процессов. — М.: Наука, 1975. — Т. III.